# Lechia Gdańsk w sezonie 2008/2009
Lechia Gdańsk w sezonie 2008/2009 to artykuł dotyczący występów zawodników pierwszej drużyny Lechii Gdańsk i jej rezerw w okresie 1 lipca 2008 - 30 czerwca 2009.
Jest to 65. sezon w historii Lechii Gdańsk.

## Wstęp
W sezonie 2008/2009 pierwsza drużyna Lechii Gdańsk występuje w polskiej ekstraklasie piłkarskiej po zdobyciu mistrzostwa drugiej ligi (obecna I liga) w poprzednim sezonie. Rezerwy Lechii Gdańsk biorą udział w rozgrywkach Młodej Ekstraklasy.
Obie drużyny OSP Lechia Gdańsk uczestniczyły także w rozgrywkach o Puchar Polski kończąc swój udział w 1/16 finału - pierwsza drużyna odpadła po pojedynku z Jagiellonia Białystok, rezerwy zaś poległy z Wisłą Kraków.
Lechia Gdańsk brała w tym sezonie także udział w rozgrywkach o Puchar Ekstraklasy - zajmując 3. miejsce w grupie „C” nie awansowała do fazy pucharowej.

## Lechia Gdańsk - pierwsza drużyna

### Kadra (runda jesienna)
(stan: wrzesień 2008)
| Nr.        | Kraj            | Imię i nazwisko     | Rok urodzenia | Rok przyjścia | Poprzedni klub                    |
| Bramkarze  | Bramkarze       | Bramkarze           | Bramkarze     | Bramkarze     |                                   |
| ---------- | --------------- | ------------------- | ------------- | ------------- | --------------------------------- |
| 24         | Polska          | Mateusz Bąk         | 1983          | 2001          | Jantar Pruszcz Gdański            |
| 1          | Polska          | Paweł Kapsa         | 1982          | 2007          | KSZO Ostrowiec Świętokrzyski      |
| 12         | Polska          | Dominik Sobański    | 1982          | 2008          | Rega-Merida Trzebiatów            |
| Obrońcy    |                 |                     |               |               |                                   |
| 5          | Polska          | Krzysztof Brede     | 1981          | 2004          | Gryf Wejherowo (wychowanek)       |
| 23         | Polska          | Rafał Kosznik       | 1983          | 2005          | Kaszubia Kościerzyna              |
| 7          | Polska          | Jacek Manuszewski   | 1973          | 2006          | Górnik Polkowice                  |
| 22         | Polska          | Tomasz Midzierski   | 1985          | 2008          | Lech Poznań                       |
| 3          | Polska          | Arkadiusz Mysona    | 1981          | 2008          | Łódzki KS                         |
| 4          | Polska          | Paweł Pęczak        | 1977          | 2005          | GKS Katowice                      |
| 2          | Chorwacja       | Boris Radovanović   | 1984          | 2008          | NK Posušje                        |
| 26         | Polska · Anglia | Ben Starosta        | 1987          | 2008          | Bradford City                     |
| 21         | Polska          | Hubert Wołąkiewicz  | 1985          | 2007          | Amica Wronki                      |
| Pomocnicy  |                 |                     |               |               |                                   |
| 11         | Polska          | Artur Andruszczak   | 1977          | 2007          | Górnik Łęczna                     |
| 18         | Chorwacja       | Frane Čačić         | 1980          | 2006          | Busan IPark                       |
| 29         | Polska          | Marcin Kaczmarek    | 1979          | 2008          | Korona Kielce                     |
| 8          | Polska          | Maciej Kalkowski    | 1974          | 2005          | Arka Gdynia (wychowanek)          |
| 13         | Polska          | Piotr Kasperkiewicz | 1988          | 2007          | Kmita Zabierzów                   |
| 17         | Polska          | Arkadiusz Miklosik  | 1975          | 2007          | Zawisza Bydgoszcz                 |
| 6          | Polska          | Karol Piątek        | 1982          | 2006          | Cracovia                          |
| 19         | Polska          | Marcin Szałęga      | 1982          | 2006          | Wisła Kraków                      |
| 16         | Polska          | Łukasz Trałka       | 1984          | 2008          | Łódzki KS                         |
| Napastnicy |                 |                     |               |               |                                   |
| 20         | Polska          | Paweł Buzała        | 1985          | 2006          | Lech Poznań                       |
| 15         | Polska          | Piotr Cetnarowicz   | 1973          | 2006          | Tur Turek                         |
| 27         | Polska          | Robert Hirsz        | 1989          | 2006          | wychowanek                        |
| 25         | Polska          | Jakub Kawa          | 1988          | 2007          | Kaszubia Kościerzyna (wychowanek) |
| 28         | Polska          | Maciej Kowalczyk    | 1977          | 2008          | Widzew Łódź                       |
| 9          | Polska          | Maciej Rogalski     | 1980          | 2007          | KSZO Ostrowiec Świętokrzyski      |
| 10         | Polska          | Andrzej Rybski      | 1985          | 2007          | Górnik Polkowice                  |
| 14         | Polska          | Piotr Wiśniewski    | 1982          | 2005          | Kaszubia Kościerzyna              |
| Trener     |                 |                     |               |               |                                   |
|            | Polska          | Jacek Zieliński     | 1967          | 2008          | Korona Kielce                     |
|            | Polska          | Tomasz Kafarski     | 1975          | 2006          | Kaszubia Kościerzyna              |

### Kadra (runda wiosenna)
(stan: marzec 2009)
| Nr.        | Kraj      | Imię i nazwisko     | Rok urodzenia | Rok przyjścia | Poprzedni klub                    |
| Bramkarze  | Bramkarze | Bramkarze           | Bramkarze     | Bramkarze     |                                   |
| ---------- | --------- | ------------------- | ------------- | ------------- | --------------------------------- |
| 24         | Polska    | Mateusz Bąk         | 1983          | 2001          | Jantar Pruszcz Gdański            |
| 1          | Polska    | Paweł Kapsa         | 1982          | 2007          | KSZO Ostrowiec Świętokrzyski      |
| 12         | Polska    | Sebastian Małkowski | 1987          | 2008          | Olimpia Sztum                     |
| Obrońcy    |           |                     |               |               |                                   |
| 7          | Polska    | Jacek Manuszewski   | 1973          | 2006          | Górnik Polkowice                  |
| 22         | Polska    | Tomasz Midzierski   | 1985          | 2008          | Lech Poznań                       |
| 3          | Polska    | Arkadiusz Mysona    | 1981          | 2008          | Łódzki KS                         |
| 4          | Polska    | Paweł Pęczak        | 1977          | 2005          | GKS Katowice                      |
| 25         | Polska    | Jakub Kawa          | 1988          | 2007          | Kaszubia Kościerzyna (wychowanek) |
| 2          | Chorwacja | Boris Radovanović   | 1984          | 2008          | NK Posušje                        |
| 21         | Polska    | Hubert Wołąkiewicz  | 1985          | 2007          | Amica Wronki                      |
| 19         | Słowacja  | Peter Čvirik        | 1979          | 2009          | FK Senica                         |
| Pomocnicy  |           |                     |               |               |                                   |
| 5          | Polska    | Krzysztof Bąk       | 1982          | 2009          | Polonia Warszawa (piłka nożna)    |
| 11         | Polska    | Artur Andruszczak   | 1977          | 2007          | Górnik Łęczna                     |
| 29         | Polska    | Marcin Kaczmarek    | 1979          | 2008          | Korona Kielce                     |
| 18         | Polska    | Arkadiusz Miklosik  | 1975          | 2007          | Zawisza Bydgoszcz                 |
| 6          | Polska    | Karol Piątek        | 1982          | 2006          | Cracovia                          |
| 8          | Polska    | Łukasz Surma        | 1977          | 2009          | Admira Wacker Mödling             |
| 23         | Serbia    | Marko Bajić         | 1985          | 2009          | Górnik Zabrze                     |
| 26         | Polska    | Damian Szuprytowski | 1989          | 2007          | Pomezania Malbork                 |
| Napastnicy |           |                     |               |               |                                   |
| 20         | Polska    | Paweł Buzała        | 1985          | 2006          | Lech Poznań                       |
| 28         | Polska    | Maciej Kowalczyk    | 1977          | 2008          | Widzew Łódź                       |
| 9          | Polska    | Maciej Rogalski     | 1980          | 2007          | KSZO Ostrowiec Świętokrzyski      |
| 10         | Polska    | Andrzej Rybski      | 1985          | 2007          | Górnik Polkowice                  |
| 14         | Polska    | Piotr Wiśniewski    | 1982          | 2005          | Kaszubia Kościerzyna              |
| 15         | Polska    | Piotr Trafarski     | 1983          | 2008          | Olimpia Elbląg                    |
| 18         | Polska    | Jakub Zabłocki      | 1984          | 2009          | Polonia Bytom                     |
| Trener     |           |                     |               |               |                                   |
|            | Polska    | Jacek Zieliński     | 1967          | 2008          | Korona Kielce                     |
|            | Polska    | Tomasz Kafarski     | 1975          | 2006          | Kaszubia Kościerzyna              |

### Transfery
| Przybyli                             | Odeszli                                         |
| ------------------------------------ | ----------------------------------------------- |
| Frane Čačić (Busan IPark)            | Sebastian Fechner (Flota Świnoujście)           |
| Boris Radovanović (NK Posušje)       | Bartosz Jurkowski (Ruch Wysokie Mazowieckie)    |
| Arkadiusz Mysona (Łódzki KS)         | Robert Speichler (KSZO Ostrowiec Świętokrzyski) |
| Marcin Kaczmarek (Korona Kielce)     | Rafał Loda (Elana Toruń)                        |
| Maciej Kowalczyk (Korona Kielce)     |                                                 |
| Ben Starosta (Sheffield United F.C.) |                                                 |

| Przybyli                               | Odeszli                              |
| -------------------------------------- | ------------------------------------ |
| Piotr Trafarski (Olimpia Elbląg)       | Ben Starosta (Sheffield United F.C.) |
| Sebastian Małkowski (Olimpia Sztum)    | Frane Čačić (rezerwy)                |
| Damian Szuprytowski (Lechia Gdańsk ME) | Krzysztof Brede (rezerwy)            |
| Łukasz Surma (Admira Wacker Mödling)   | Maciej Kalkowski (rezerwy)           |
| Marko Bajić (Górnik Zabrze)            | Piotr Cetnarowicz (rezerwy)          |
| Jakub Zabłocki (Polonia Bytom)         | Marcin Szałęga (rezerwy)             |
| Peter Čvirik (FK Senica)               | Dominik Sobański (Kotwica Kołobrzeg) |
| Krzysztof Bąk (Polonia Warszawa)       | Tomasz Midzierski (rezerwy)          |
|                                        | Rafał Kosznik (Omonia Nikozja)       |
|                                        | Łukasz Trałka (Polonia Warszawa)     |

## Mecze

### Ekstraklasa

#### 1. kolejka
| 9 sierpnia 2008 20:00 | Śląsk Wrocław · Vuk Sotirović (16') | 1-11-0 | Lechia Gdańsk · Łukasz Trałka (56') | Stadion Oporowska Widzów: 8000 Sędzia: Włodzimierz Bartos (Łódź) |
|                       |                                     |        |                                     |                                                                  |

#### 2. kolejka
| 16 sierpnia 2008 20:00 | Ruch Chorzów · Marcin Zając (21'), Martin Fabuš (66') | 2-11-0 | Lechia Gdańsk · Andrzej Rybski (60') | Stadion Ruchu Chorzów Widzów: 6500 Sędzia: Piotr Pielak (Warszawa) |
|                        |                                                       |        |                                      |                                                                    |

#### 3. kolejka
| 24 sierpnia 2008 15:00 | Lechia Gdańsk · Marcin Kaczmarek (37'), Maciej Kowalczyk (89') | 2-01-0 | Cracovia | Stadion MOSiR w Gdańsku Widzów: 11000 Sędzia: Mariusz Żak (Sosnowiec) |
|                        |                                                                |        |          |                                                                       |

#### 4. kolejka
| 30 sierpnia 2008 15:15 | Polonia Bytom · Marcin Komorowski (9',41',69'), Hubert Jaromin (90') | 4-12-0 | Lechia Gdańsk · Karol Piątek (61'-k.) | Stadion im. Edwarda Szymkowiaka Widzów: 4000 Sędzia: Artur Radziszewski (Warszawa) |
|                        |                                                                      |        |                                       |                                                                                    |

#### 5. kolejka
| 13 września 2008 17:30 | Lechia Gdańsk · Piotr Kasperkiewicz ('54), Maciej Rogalski ('73), Paweł Buzała ('88). | 3-10-1 | Odra Wodzisław Śląski · Dariusz Dudek ('43) | Stadion MOSiR w Gdańsku Widzów: 8000 Sędzia: Zdzisław Bakaluk (Olsztyn) |
|                        |                                                                                       |        |                                             |                                                                         |

#### 6. kolejka
| 20 września 2008 17:30 | GKS Bełchatów · Tomasz Jarzębowski ('73) | 1-00-0 | Lechia Gdańsk | Stadion GKS Bełchatów Widzów: 2500 Sędzia: Adam Lyczmański (Bydgoszcz) |
|                        |                                          |        |               |                                                                        |

#### 7. kolejka
| 26 września 2008 20:00 | Lechia Gdańsk | 0-0 | Polonia Warszawa | Stadion MOSiR w Gdańsku Widzów: 10000 Sędzia: Mariusz Żak (Sosnowiec) |
|                        |               |     |                  |                                                                       |

#### 8. kolejka
| 3 października 2008 20:00 | Arka Gdynia | 0-10-0 | Lechia Gdańsk · Paweł Buzała ('65) | Stadion GOSiR w Gdyni Widzów: 6000 Sędzia: Hubert Siejewicz (Białystok) |
|                           |             |        |                                    |                                                                         |

#### 9. kolejka
| 19 października 2008 16:45 | Lechia Gdańsk · Maciej Rgalski ('33) | 1-0 | Górnik Zabrze | Stadion MOSiR w Gdańsku Widzów: 10000 Sędzia: Tomasz Mikulski (Lublin) |
|                            |                                      |     |               |                                                                        |

#### 10. kolejka
| 24 października 2008 20:00 | Jagiellonia Białystok · Ensar Arifović ('26), Robert Szczot ('90) | 2-01-0 | Lechia Gdańsk | Stadion Miejski w Białymstoku Widzów: 8500 Sędzia: Paweł Gil (Lublin) |
|                            |                                                                   |        |               |                                                                       |

#### 11. kolejka
| 2 listopada 2008 19:00 | Legia Warszawa · Chinyama ('37, '44), Édson ('79) | 3-02-0 | Lechia Gdańsk | Stadion Wojska Polskiego Widzów: 7000 Sędzia: Adam Lyczmański (Bydgoszcz) |
|                        |                                                   |        |               |                                                                           |

#### 12. kolejka
| 9 listopada 2008 17:00 | Lechia Gdańsk | 0-30-1 | Lech Poznań · R. Lewandowski ('45), Štilić ('54, '73) | Stadion MOSiR w Gdańsku Widzów: 10000 Sędzia: Artur Radziszewski (Warszawa) |
|                        |               |        |                                                       |                                                                             |

#### 13. kolejka
| 11 listopada 2008 20:00 | Lechia Gdańsk · Rogalski ('21-k), Trałka ('41) | 2-12-0 | ŁKS Łódź · Bartosiewicz ('90) | Stadion MOSiR w Gdańsku Widzów: 6500 Sędzia: Paweł Gil (Lublin) |
|                         |                                                |        |                               |                                                                 |

#### 14. kolejka
| 15 listopada 2008 18:15 | Wisła Kraków Małecki ('69-k) Brożek ('72, '78-k) | 3:00:0 | Lechia Gdańsk | Stadion Wisły Kraków Widzów: 14500 Sędzia: Mirosław Górecki (Katowice) |
|                         |                                                  |        |               |                                                                        |

#### 15. kolejka
| 23 listopada 2008 15:30 | Lechia Gdańsk | 0-0 | Piast Gliwice | Stadion MOSiR w Gdańsku Widzów: 6000 Sędzia: Jarosław Żyro (Bydgoszcz) |
|                         |               |     |               |                                                                        |

#### 16. kolejka
| 28 listopada 2008 20:00 | Lechia Gdańsk Buzała ('21), Wiśniewski ('67) | 2-31-2 | Legia Warszawa Kosznik ('12-s), Chinyama ('28, '57) | Stadion MOSiR w Gdańsku Widzów: 11000 Sędzia: Hubert Siejewicz (Białystok) |
|                         |                                              |        |                                                     |                                                                            |

#### 17. kolejka
| 5 grudnia 2008 17:45 | ŁKS Łódź Czerkas ('72), Kujawa ('84) | 2-10-1 | Lechia Gdańsk Kowalczyk ('52) | Stadion ŁKS-u Łódź Widzów: 2500 Sędzia: Jacek Granat (Warszawa) |
|                      |                                      |        |                               |                                                                 |

#### 18. kolejka
| 28 lutego 2009 17:00 | Lechia Gdańsk Kowalczyk ('76) | 1-10-0 | Śląsk Wrocław Fojut ('52) | Stadion MOSiR w Gdańsku Widzów: 11000 Sędzia: Piotr Pielak (Warszawa) |
|                      |                               |        |                           |                                                                       |

#### 19. kolejka
| 7 marca 2009 17:00 | Lechia Gdańsk Bąk ('60), Kawa ('81) | 2-00-0 | Ruch Chorzów | Stadion MOSiR w Gdańsku Widzów: 10000 Sędzia: Jacek Walczyński (Lublin) |
|                    |                                     |        |              |                                                                         |

### Puchar Polski

#### 1. runda
| 27 sierpnia 2008 17:00 | Dąb Dębno | 0-30-2 | Lechia Gdańsk · Maciej Kalkowski (21'), Maciej Kowalczyk (49'), Tomasz Midzierski (80') | Stadion im. Henryka Witkowskiego, Dębno Widzów: 1000 Sędzia: Daniel Stefański (Bydgoszcz) |
|                        |           |        |                                                                                         |                                                                                           |

#### 1/16 Pucharu Polski
| 7 października 2008 18:00 | Lechia Gdańsk | 0-10-0 | Jagiellonia Białystok · Paweł Zawistowski ('90) | Stadion MOSiR w Gdańsku Widzów: 6500 Sędzia: Marcin Szulc (Warszawa) |
|                           |               |        |                                                 |                                                                      |

### Puchar Ekstraklasy
Faza grupowa - Grupa „C”
| 5 września 2008 20:30 | Lechia Gdańsk | 3-0w.o. | Lech Poznań | Stadion MOSiR w Gdańsku Widzów: 5000 Sędzia: Piotr Siedlecki (Warszawa) |
|                       |               |         |             |                                                                         |

| 8 września 2008 20:30 | Arka Gdynia · Damian Nawrocik ('84-k), Marcin Wachowicz ('90) | 2-00-0 | Lechia Gdańsk | Stadion GOSiR w Gdyni Widzów: 6000 Sędzia: Dawid Piasecki (Słupsk) |
|                       |                                                               |        |               |                                                                    |

| 10 października 2008 18:00 | Lechia Gdańsk · Maciej Kalkowski ('14) | 1-31-2 | GKS Bełchatów · Paweł Adamiec ('4), Arkadiusz Mysona ('33-s.), Tomasz Wróbel ('90) | Stadion MOSiR w Gdańsku Widzów: 1500 Sędzia: Wojciech Krztoń (Olsztyn) |
|                            |                                        |        |                                                                                    |                                                                        |

| 13 października 2008 20:30 | Lech Poznań · Peszko ('19) | 1-0 | Lechia Gdańsk | Stadion Miejski w Poznaniu Widzów: 2500 Sędzia: Marek Mikołajewski (Ciechanów) |
|                            |                            |     |               |                                                                                |

| 18 listopada 2008 18:00 | Lechia Gdańsk | 0-1 | Arka Gdynia Żuraw ('37) | Stadion Lechii Gdańsk Widzów: 2000 Sędzia: Jacek Granat (Warszawa) |
|                         |               |     |                         |                                                                    |

| 10 grudnia 2008 16:30 | Lechia Gdańsk | 0-0 | GKS Bełchatów | Stadion w Bełchatowie Widzów: 150 Sędzia: Marcin Szulc (Warszawa) |
|                       |               |     |               |                                                                   |

## Statystyki

### Mecze
Ekstraklasa
| Teren  | Wygrane | Remisy | Porażki | Razem meczów | Bramki zdobyte | Bramki stracone | Punkty |
| ------ | ------- | ------ | ------- | ------------ | -------------- | --------------- | ------ |
| Dom    | 5       | 3      | 2       | 10           | 13             | 9               | 18     |
| Wyjazd | 1       | 1      | 7       | 9            | 5              | 18              | 4      |
| Razem  | 6       | 4      | 9       | 19           | 18             | 27              | 22     |

Puchar Polski
| Teren  | Wygrane | Remisy | Porażki | Razem meczów | Bramki zdobyte | Bramki stracone |
| ------ | ------- | ------ | ------- | ------------ | -------------- | --------------- |
| Dom    | 0       | 0      | 1       | 1            | 0              | 1               |
| Wyjazd | 1       | 0      | 0       | 1            | 3              | 0               |
| Razem  | 1       | 0      | 1       | 2            | 3              | 1               |

Puchar Ekstraklasy
Faza grupowa - Grupa „C"
| Teren  | Wygrane | Remisy | Porażki | Razem meczów | Bramki zdobyte | Bramki stracone | Punkty |
| ------ | ------- | ------ | ------- | ------------ | -------------- | --------------- | ------ |
| Dom    | 1       | 0      | 2       | 3            | 4              | 4               | 3      |
| Wyjazd | 0       | 1      | 2       | 3            | 0              | 3               | 1      |
| Razem  | 1       | 1      | 4       | 6            | 1              | 7               | 4      |

### Strzelcy
Ekstraklasa
 - Paweł Buzała, Maciej Kowalczyk, Maciej Rogalski

 - Łukasz Trałka

 - Krzysztof Bąk, Marcin Kaczmarek, Piotr Kasperkiewicz, Jakub Kawa, Karol Piątek, Andrzej Rybski, Piotr Wiśniewski
Puchar Polski
 - Maciej Kalkowski, Maciej Kowalczyk, Tomasz Midzierski
Puchar Ekstraklasy
 - Maciej Kalkowski

### Kartki
Ekstraklasa
| Mecz                  | Teren | Żółta | Zawodnik                                                                          | Czerwona | Zawodnik |
| --------------------- | ----- | ----- | --------------------------------------------------------------------------------- | -------- | -------- |
| Śląsk Wrocław         | W     | 1     | Łukasz Trałka                                                                     | 0        | -        |
| Ruch Chorzów          | W     | 2     | Rafał Kosznik, Marcin Kaczmarek                                                   | 0        | -        |
| Cracovia              | D     | 4     | Jacek Manuszewski, Hubert Wołąkiewicz, Maciej Kowalczyk, Paweł Buzała             | 0        | -        |
| Polonia Bytom         | W     | 2     | Karol Piątek, Maciej Rogalski                                                     | 0        | -        |
| Odra Wodzisław Śląski | D     | 2     | Łukasz Trałka                                                                     | 0        | -        |
| GKS Bełchatów         | W     | 1     | Karol Piątek                                                                      | 0        | -        |
| Polonia Warszawa      | D     | 2     | Rafał Kosznik, Ben Starosta                                                       | 0        | -        |
| Arka Gdynia           | W     | 4     | Mateusz Bąk, Paweł Buzała, Karol Piątek, Ben Starosta                             | 0        | -        |
| Górnik Zabrze         | D     | 3     | Rafał Kosznik, Maciej Rogalski, Łukasz Trałka                                     | 0        | -        |
| Jagiellonia Białystok | W     | 2     | Jacek Manuszewski, Łukasz Trałka                                                  | 0        | -        |
| Legia Warszawa        | W     | 1     | Piotr Wiśniewski                                                                  | 0        | -        |
| Lech Poznań           | D     | 2     | Paweł Buzała                                                                      | 0        | -        |
| ŁKS Łódź              | D     | 1     | Artur Andruszczak                                                                 | 0        | -        |
| Wisła Kraków          | W     | 4     | Mateusz Bąk, Paweł Buzała, Piotr Cetnarowicz, Maciej Kowalczyk                    | 0        | -        |
| Piast Gliwice         | D     | 0     | -                                                                                 | 0        | -        |
| Legia Warszawa        | D     | 2     | Marcin Kaczmarek, Rafał Kosznik                                                   | 0        | -        |
| ŁKS Łódź              | W     | 5     | Marcin Kaczmarek, Arkadiusz Mysona, Karol Piątek, Łukasz Trałka, Piotr Wiśniewski | 0        | -        |
| Śląsk Wrocław         | D     | 0     | -                                                                                 | 0        | -        |
| Ruch Chorzów          | D     | 1     | Paweł Buzała                                                                      | 0        | -        |
| Razem                 |       | 39    | j.w.                                                                              | 0        | j.w.     |

Żółte
     - Paweł Buzała, Łukasz Trałka

    - Rafał Kosznik, Karol Piątek

   - Marcin Kaczmarek

  - Mateusz Bąk, Maciej Kowalczyk, Jacek Manuszewski, Maciej Rogalski, Ben Starosta, Piotr Wiśniewski

 - Artur Andruszczak, Piotr Cetnarowicz, Arkadiusz Mysona, Hubert Wołąkiewicz
Czerwone
 - brak

## Lechia II Gdańsk

### Kadra
(stan: wrzesień 2008)
| Imię i nazwisko          | Rok urodzenia | Rok przyjścia |           |           |
| Bramkarze                | Bramkarze     | Bramkarze     | Bramkarze | Bramkarze |
| ------------------------ | ------------- | ------------- | --------- | --------- |
| Łukasz Kubiński          | 1989          | 2008          |           |           |
| Sebastian Małkowski      | 1987          | 2008          |           |           |
| Obrońcy                  |               |               |           |           |
| Łukasz Gładczuk          | 1989          | 2008          |           |           |
| Jakub Kawa (w)           | 1989          | 2008          |           |           |
| Sebastian Krysiński (w)  | 1990          | 2008          |           |           |
| Maciej Osłowski (w)      | 1988          | 2008          |           |           |
| Paweł Rosiński           | 1991          | 2008          |           |           |
| Wojciech Sterczewski (w) | 1991          | 2008          |           |           |
| Janusz Weber             | 1989          | 2008          |           |           |
| Mateusz Wiech (w)        | 1990          | 2008          |           |           |
| Marcin Wojtkiewicz (w)   | 1989          | 2008          |           |           |
| Bartosz Zakrzewski       | 1991          | 2008          |           |           |
| Pomocnicy                |               |               |           |           |
| Gracjan Gacek (w)        | 1987          | 2008          |           |           |
| Przemysław Grzywacz      | 1990          | 2008          |           |           |
| Michał Kowalkowski (w)   | 1990          | 2008          |           |           |
| Michał Kośnikowski       | 1989          | 2008          |           |           |
| Marcin Pietrowski (w)    | 1988          | 2008          |           |           |
| Łukasz Pietroń           | 1981          | 2004          |           |           |
| Radosław Stępień         | 1990          | 2008          |           |           |
| Damian Szuprytowski      | 1989          | 2008          |           |           |
| Damian Tofil             | 1991          | 2008          |           |           |
| Adrian Zachaczewski      | 1990          | 2008          |           |           |
| Napastnicy               |               |               |           |           |
| Tomasz Bobrowski         | 1990          | 2008          |           |           |
| Michał Godlewski         | 1991          | 2008          |           |           |
| Robert Hirsz (w)         | 1990          | 2008          |           |           |
| Mateusz Włodkowski       | 1989          | 2008          |           |           |
| Jakub Zejglic            | 1990          | 2008          |           |           |
| Mateusz Łuczak           | 1990          | 2008          |           |           |
| Trenerzy                 |               |               |           |           |
| Tomasz Borkowski         |               |               |           |           |
| Krzysztof Wilk           |               |               |           |           |
| Maciej Kozak             |               |               |           |           |
| Tomasz Motyka            |               |               |           |           |

### Mecze

#### Młoda Ekstraklasa
| Data                 | Teren  | Przeciwnik            | Wynik | Punkty |
| -------------------- | ------ | --------------------- | ----- | ------ |
| 10 sierpnia 2008     | dom    | Śląsk Wrocław         | 2-2   | 1      |
| 18 sierpnia 2008     | dom    | Ruch Chorzów          | 0-3   | 0      |
| 31 sierpnia 2008     | dom    | Polonia Bytom         | 1-0   | 3      |
| 9 września 2008      | wyjazd | Cracovia              | 1-1   | 1      |
| 15 września 2008     | wyjazd | Odra Wodzisław Śląski | 0-2   | 0      |
| 21 września 2008     | dom    | GKS Bełchatów         | 2-1   | 3      |
| 27 września 2008     | wyjazd | Polonia Warszawa      | 1-1   | 1      |
| 4 października 2008  | dom    | Arka Gdynia           | 1-1   | 1      |
| 20 października 2008 | dom    | Górnik Zabrze         | 2-2   | 1      |
| 27 października 2008 | dom    | Jagiellonia Białystok | 3-1   | 3      |
| 3 listopada 2008     | dom    | Legia Warszawa        | 3-1   | 3      |
| 8 listopada 2008     | wyjazd | Lech Poznań           | 0-1   | 0      |
| 13 listopada 2008    | wyjazd | ŁKS Łódź              | 2-4   | 0      |
| 17 listopada 2008    | dom    | Wisła Kraków          | 0-1   | 0      |
| 22 listopada 2008    | wyjazd | Piast Gliwice         | 2-1   | 3      |
| 29 listopada 2008    | wyjazd | Legia Warszawa        | 1-0   | 3      |
| 6 grudnia 2008       | dom    | ŁKS Łódź              | 3-0   | 3      |

#### Puchar Polski
| Data             | Teren  | Runda         | Przeciwnik          | Wynik |
| ---------------- | ------ | ------------- | ------------------- | ----- |
| 13 sierpnia 2008 | wyjazd | Runda wstępna | Supraślanka Supraśl | 2-1   |
| 27 sierpnia 2008 | dom    | I runda       | Znicz Pruszków      | 3-0   |
| 24 września 2008 | dom    | 1/16 finału   | Wisła Kraków        | 0-3   |